# Coagulazione (chimica)

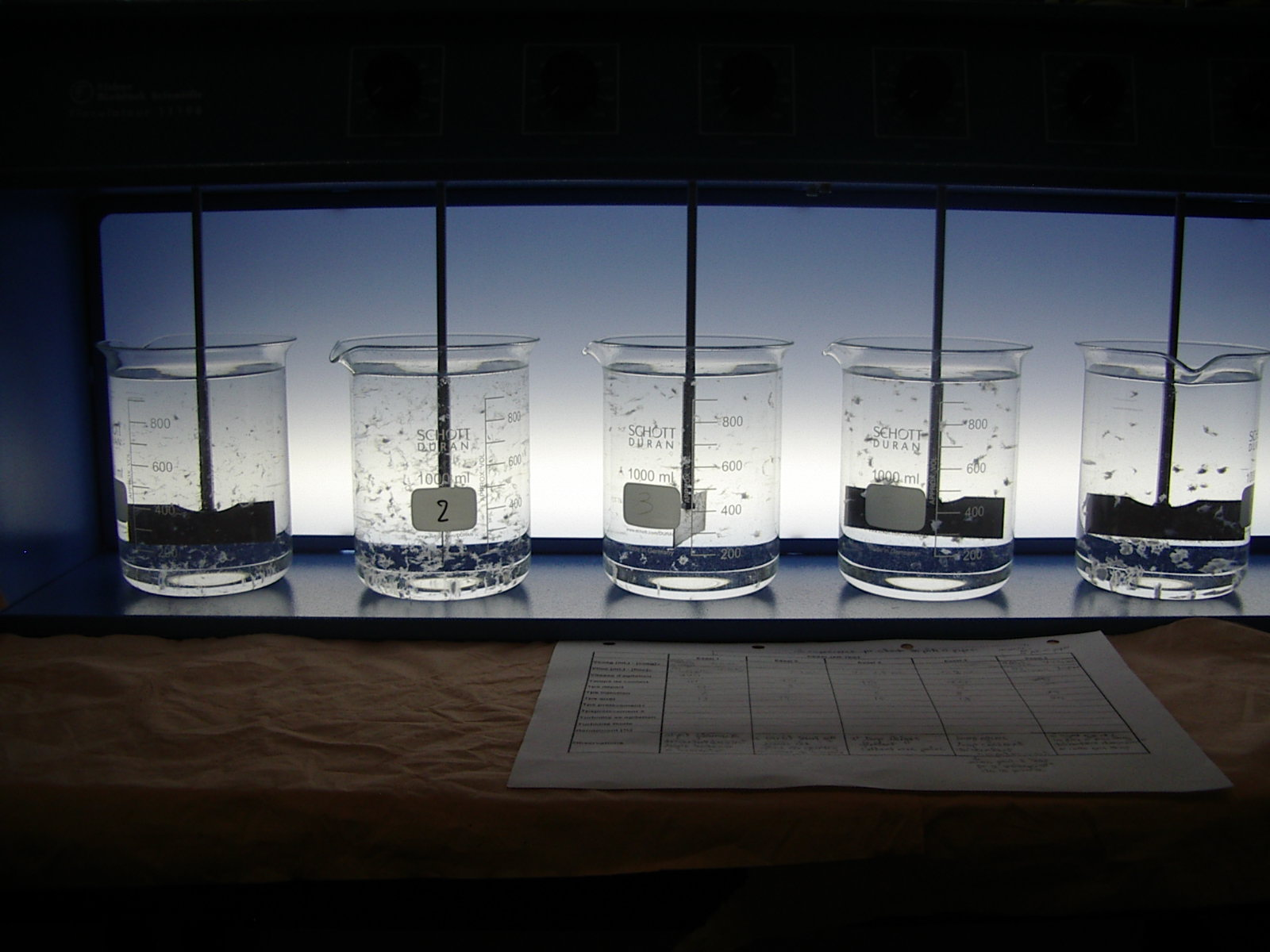
Coagulazione e successiva flocculazione nel trattamento delle acque industriali

In chimica la coagulazione è un processo mediante il quale un liquido o una sospensione colloidale vengono trasformati irreversibilmente in una sostanza semisolida, a causa di agenti chimici (come l'aggiunta di elettroliti) o agenti fisici (ad esempio variazioni di temperatura o l'evaporazione del solvente).

## Descrizione

### Coagulazione su azione chimica
La coagulazione è un processo chimico-fisico complesso durante il quale i cationi derivanti dai coagulanti utilizzati, interagiscono con la superficie di carica negativa che riveste la maggior parte di sostanze colloidi, di solito rivestite da cariche negative.
Le sostanze colloidali sono rivestite dagli ioni derivanti dal coagulante e possono interagire tra loro agglomerandosi prima in microfiocchi e poi fiocchi e/o possono essere incluse in un precipitato costituito dal catione derivante dal coagulante e dall'anione presente in soluzione e derivante dalla autodissociazione dell'acqua oppure da qualche base opportunamente aggiunta.

## Applicazioni e implicazioni
Tipici esempi di coagulazione sono la coagulazione del sangue o la coagulazione del latte mediante il caglio (da cui si ottiene il formaggio).
Nell'ambito dell'industria di processo, la coagulazione viene sfruttata come parte del processo di chiariflocculazione per il trattamento delle acque reflue.

## Alchimia
In alchimia la formula «solve et coagula» era utilizzata nel processo di tramutazione dei metalli in oro: il termine solve, cioè «sciogli», sollecitava a eseguire la soluzione o disfacimento della materia primordiale, che andava poi ricomposta in osservanza dell'imperativo coagula, effettuando appunto la «coagulazione» in cui consisteva la fissazione degli elementi divenuti volatili.